# Justice Christopher
Justice Longs Christopher (Jos, 24 december 1981 – aldaar, 9 maart 2022) was een Nigeriaans voetballer. Hij overleed op 40-jarige leeftijd in zijn eigen hotel in Jos.

## Carrière
Christopher begon zijn carrière bij Katsina United om nadien in eigen land ook nog bij Sharks FC en Bendel Insurance FC te spelen. Vanaf 2001 vervolgde hij zijn carrière in Europa, waar hij achtereenvolgens bij Royal Antwerp FC, Levski Sofia, Trelleborgs FF, Alania Vladikavkaz en Herfølge BK speelde. Hij beëindigde zijn loopbaan als speler in 2012 bij het Nigeriaanse Nasarawa United.
Met het Nigeriaans voetbalelftal nam Christopher deel aan het Afrikaans kampioenschap voetbal 2002 en het Wereldkampioenschap voetbal 2002. Tijdens het Afrikaans kampioenschap kwam hij enkel in actie in de bronzen finale, die Nigeria won van Mali. Op het wereldkampioenschap speelde hij alle drie groepswedstrijden, Nigeria eindigde met 1 punt laatste in zijn groep.

## Erelijst
| Bulgaarse voetbalbeker | 1x | 2002/03 |